# 流浪神差
《流浪神差》是日本漫畫家安達渡嘉（あだちとか）繼與河島正合作作品《ALIVE 最終進化少年》之後的新作連載日本漫畫。在2013年6月宣布電視動畫化。2015年4月宣布製作第2期，2015年10月首播；2015年11月17日宣布搬上舞台劇，2016年1月28日至1月31日進行公演。故事中的角色多參考自日本神話，動畫新聞網還有評論員特地撰文介紹各神明的典故。
2016年一月，由鈴木擴樹主演的真人版舞台劇開始巡演。2017年中國遊戲發行商蝸牛遊戲於 ChinaJoy 展會期間宣布，將推出《流浪神差：宿命》（中國原名：野良神：宿命）官方IP授權手機遊戲。安達渡嘉因身體狀況不佳，於2017年五月停止更新漫畫，直到2018年六月重新連載。

## 概要
於講談社的漫畫雜誌《月刊少年Magazine》上連載，由2011年1号開始連載至2024年2月號。日本版單行本由講談社（KCGM）出版，台灣中文版由東立出版，香港中文版由玉皇朝出版。一名地位低下的神明，與因意外而變成半妖的少女、還有 14 歲就失去生命的少年的故事。

## 劇情簡介
沒有神社供奉、缺少香火的落魄神明夜斗，因居無定所，無所事事，飽餐不定，導致手下的神器紛紛跳槽。懷抱「受萬民景仰」這個偉大理想的他，只好隻身在此岸與彼岸間徘徊，以象徵緣分的五塊錢（五円=ごえん＝ご縁），接受上至斬妖除魔，下至修東修西的各類委託。
有一日，可愛的女中學生日和在那兒遇到了居無定所、沒有工作、自稱是「神」的夜斗，並開始一同生活。

## 登場角色

### 主要角色
夜斗（／，Yato）／夜卜（／，Yaboku）
配音：神谷浩史（日本）；黃天佑（台灣）；梁偉德（香港）；鈴木拡樹（舞台劇）
神格：武神  、禍津神    神器：雪、緋（於第三十八話被收回名字）、櫻（很久前墮成妖而被斬殺）、伴（於第一話自行要求收回名字）、曆（於第七十八話進行契約)(為毘沙門之神器兆麻)、百（在七十八話中短暫招募的神器，因為不是有緣人就被釋放了)(型態為百元商店的剪刀)
男主角。擅長切斷，曾經被毘沙門說是只會斬斷東西的人(所以歷代神器都以刀子型態出現)。神器的族名為「音」。
是個穿體育服，繫領巾，到處留名字和電話助人解決事的宅配神；真正的身分是災厄之神「禍津神」，排名八百萬神（形容數不盡的眾神）末端的無名神祇，人們總會忘記與其相處過的記憶。
夢想是香火鼎盛，名震八方：登上八百萬神明之首，日本一億兩千萬的信眾都跪拜向他祈願。
千百年來做過很多工作，三分鐘熱度性格，無法靠戰鬥解決的事件便顯得消極而懶散。擅長精美繪畫，能用紡車為自己縫製一件神衣。喜歡偷自己神器打工賺來的錢去買開運物
收到了日和做的袖珍神社，因此感動的流淚，說這是自己從小的夢想。被高天原承認為正式的神明（嚴格來說之前只能算自稱為「神」），獲得兩坪（約6.6平方公尺）的高天原土地，受到惠比壽影響決定成為福神。
幼年期被「父親」當殺手般眷養（從他父親的願望中誕生，因此過了幾百年依然存在），成為人類傳說的「殺人小孩」，因「神明最隱晦之事」而毀掉神器「櫻」，一回相偎睡午覺時被日和發現這段內心深處的記憶。非常害怕「父親」會奪走日和與雪音兩人，絕不和父親開口提起。
奉父命前往黃泉營救術師惠比壽受困，日和領悟夜斗真名為「夜卜」（卜字與斗的片假名（ト）寫起來很像）才將其叫魂喚回獲救。漫畫中有一隻叫做智慧型手機（スマホ）的鴿子。
不從父親慫恿殺害妖化的日和，希望日和能平安到老，喚回此岸平息妖化。
壹岐日和（／，Hiyori Iki）
配音：內田真禮（日本）；穆宣名（台灣）；陳皓宜（香港）；長谷川かすみ（舞台劇）
女主角。15歲，是個生活幸福的富家大小姐，但本人卻覺得只是普通女高中生。與父母同住，有個比她年長很多的兄長。父親是壹岐綜合醫院的院長。隱性的格鬥狂，對格鬥家蟷野相當熱衷，甚至稱呼他為「蟷野大神」並仿傚「叢林虎尾腳」﹑「壽司卷飛腳」等格鬥技。毘沙門天一役後升上高中。
在夜斗因衝出馬路追逐小貓（主公大人）而即將被駛來的公車撞到之際及時救走他，自己卻反被公車撞到，但也僅僅只是擦傷。車禍後，日和變成生活在兩岸狹縫間的人，即是依然在生，卻變成了半妖。除了能夠聽到彼岸的聲音，其體質也變得極度容易靈魂出竅，導致經常會覺得很睏，本體會在任何地方睡著，並以生靈方式出竅。被友人笑稱新技能－「瞬間酣睡」get√。因為討厭這樣的體質，因此請求夜斗幫她恢復原來體質而與夜斗結下了緣份。夜斗告知她生靈上的尾巴並不是真的尾巴更不是裝飾品，而是本體與靈魂的連結，一旦連結斷了就會死亡（當下自己吐槽：「難道我是有線？」）。
個性堅強，打從心底相信夜斗，是目前唯二還記住夜斗的信奉者（另一個是她哥哥）。雖然相當重視夜斗及雪音，但在面對夜斗時會有另一層次的好感，且多次拯救了夜斗的心靈。她的存在本身對夜斗而言就是一種救贖。也時常督導雪音的課業。
對夜斗身為神而散發出的香氣情有獨鍾，第一季中夜斗被毘沙門追殺時就是靠他的香氣找到他的，被野良取走記憶時，也是最後因聞到夜斗的香氣而得以取回記憶。
與夜斗相遇後，曾多次遇上危險。也被警告過不要再插手夜斗的事，回去過自己身為人類的日子。
因為夜斗的失蹤而開始逐漸忘記夜斗的存在，但不管做什麼事總會出現一種違和感。後因在路上巧遇雪音而想起一切，透過跟隨天神的梅精──梅雨得知夜斗人在黃泉，而動身前往黃泉解救夜斗。
在偶然下得知「櫻」小姐與年幼夜斗的過去。希望夜斗停止殺人。
由於夜斗的父親反對她接近夜斗，而刻意用妖把日和父親的醫院搞得一團糟，母親受傷昏迷、傷害暴動及可能面臨官司，日和在精神狀態到達極限之下由半妖狀態幾乎墮落成「真正的妖」，不只咬傷夜斗，甚至被慫恿放棄人世到彼岸那一邊成為神器，最後被夜斗的話「回到愛自己的人身邊，一切都可從頭再來」所拯救。
雪音（／，Yukine）
配音：梶裕貴（日本）；李世揚（台灣）；張裕東（香港）；植田圭輔（舞台劇）
神器型態：太刀   祝器姿態：雙太刀(一短一長)  主人：夜斗
夜斗的神器，外表為14歲的少年，本名為田島春樹，小名 春。正值叛逆期。一直很怕黑，甚至因此而睡不著。喜歡毛茸茸的小動物。本體是無鞘的日本太刀；神器名為「雪」。貌似完全忘記了成為夜斗的神器之前所發生的事情，只知道自己死了，一有意識已在夜斗手上。成為神器後總是以「自己已經死了，要做什麼都沒關係」為由做些違背道德的事情，讓夜斗承受了不少的痛楚（神器的精神狀態會傳達給主人，而神器若做出違背道德的事情，則主人將被刺傷，如果刺傷過於嚴重者則可能神墮。）因為夜斗的貧窮與地位等，有投靠其他神明的意思，但是因夜斗並未解除神器「雪」的名字，而無法如願。實際上是夜斗看中雪音的資質，加上對於雪音14歲就死去，身為主人認為有教育他的義務，而忍受因雪音造成的懲罰；靠著儀式「褉」的淨化與夜斗對雪音的真心，重新成為夜斗的專屬神器並對他誠心的效忠。
雖然凡是神器都能學懂，但是第一次就畫出這麼強的「境界」，雪音是夜斗見過眾多神器中的第一個。
在毘沙門天一役中，想保護夜斗的強烈心意，使他從一般的神器升格成更高階的「祝器」，外形變成兩把太刀。
雖夜斗一度失蹤，仍為成為夜斗神的「道標」而努力練習術。
前往黃泉與成為野良的陸巴相遇時，一度因對方的話語而屈居下風，後因日和點破夜斗對其的器重而得勝。
因不能進入黃泉且不知夜斗真名而一度感到自責且無能為力。
神器決鬥中打敗夜晚前來找碴的緋，要她不要再接近夜斗。
得知夜斗的過去後接納一切，說出：「我不會再讓夜斗殺人，未來就交給身為道標的我」，計畫讓夜斗每天處理100隻以上的妖。
之後看到夜斗使用兆麻.跑去投靠父親大人.頭髮也因此變成黑髮

### 神與神器

#### 天神與其神器
天神（／，Tenjin）／菅原道真（／，Sugawara no Michizane）
配音：大川透（日本）；梁興昌（台灣）；招世亮（香港）；和泉宗兵（舞台劇）
神格：天神、雷神、學問之神、梅花樹之神
在全國有許多的神社，天滿組的老大。外貌是老人樣，身邊有許多身穿巫女裝束的神器。登場時會詠唱菅原道真的和歌「東風若吹起，務使庭香乘風來。吾梅縱失主，亦勿忘春日」。神器的族名為「喻」。
考試季節繁忙時，會找夜斗來幫忙辦事。會跟夜斗吵架起爭執，也會接受對方的拜託，以及給日和合宜的建議。
日和被陸巴擄走之際，以「將日和從毘沙門那救出，就必須切斷與日和的緣線，讓她回去過身為人類的時間。」為約定將其與雪音傳送至高天原。
平常是溫和的老爺爺，但其為日本著名之「三大怨靈」，只要被提及此詞彙或「喪家犬」、「左遷」便會憤怒落下驚人的雷擊。
※註：日本古代被放逐左遷的太宰大臣菅原道真，抑鬱而終，死後讓異變不斷的朝廷不得安寧，為鎮壓怨念後任天皇命建「北野天滿宮」供奉，為學問之神、雷神、與梅花樹有關、日本三大天神之一，詳見菅原道真條目。
梅雨（Tsuyu，聲：（日）早見沙織；（台）林沛笭；（港）曾佩儀）
天神旁隨從般的女性，其實是1000年以前追隨道真的梅樹精、不是神器。擁有能夠與樹木對話的能力。
說出天神小時候一開始也不是很好的神明，常安慰給予其他前來求助的神器，要好好引導自己神明的建議。
道真（天神）從小很喜歡在梅樹上玩耍，梅雨是道真公（天神）在被放逐離開京都前時常相處的梅樹的梅樹精，道真公追封為天神後待在他身邊，盡心協助天神。
菅原道真很喜歡梅樹，實際上日本各地的天滿宮內都種滿梅樹。
真喻（聲：（日）今井麻美；（台）石采薇；（港）劉惠雲）
神器型態：煙斗
過去在夜斗麾下名為「伴音」的短刃狀神器（當時器名為「伴」），以「生理上無法接受」為理由只工作三個月便辭職。現在天神賜名為「真」，外型為留著妹妹頭的女性，身為伴音的時候穿著和服且披了一件自縫的舊毛衣改製披肩。
雖然當伴器時的形狀是短刃，但如今作為真器是煙斗狀的神器。
因為過去的主僕關係，替夜斗進行了雪音的楔。其實認為夜斗並不是個惡神，對他仍維持一定程度的敬意，只是夜斗不擅經營所以厭惡當其神器。
一件老婦人的委託受天神指派和夜斗搭檔處理，其實老婦人為真喻生前的女兒，在不知道真相的情況下見上最後一面，因「神明最隱晦之事」天神委託同樣知道神器祕密的夜斗處理。

#### 小福與其神器
惠比壽小福（Ebisu Kofuku，聲：（日）豐崎愛生；（台）林沛笭；（港）何璐怡）
神格：貧乏神
上記之名為源氏名、本名為「窮神」，在人間的假名是エビス小福，是只會引起災禍的存在。長相身材都很出眾，初次登場就與夜斗相擁，開玩笑稱是夜斗的女朋友，令雪音和日和相當吃驚。雖然平常是一個迎人便抱的熱情怪女人，但是其戰鬥能力連毘沙門天都有所敬畏。會用暱稱來稱呼神與神器（例如日和是「（ Hiyorin）」、雪音為「（ Yukkī）」）。神明們會向其詢問下一次風穴所開啟的地點，她本人偶爾也會親自出場開啟風穴。委託一次的價格是500万日圓加上法外金額。被其他的神稱呼為「霉運女」，但本人不怎麼在意的樣子。
因為是貧乏神，被天下令說「一個人呆著去」，過了很久因為太寂寞將路邊喜歡的靈魂做成神器「黑」。
曾將一名小孩靈魂做成神器「吾」，叫大吾，過著一家人的幸福生活。孩子察覺到自己不會長大，這份痛苦將大黑傷害到絕境，小福最後將「吾」放逐，之後託付給天守。
在1980年代和大黑享受人生，流連於娛樂場所享樂、造成日本泡沫經濟大蕭條。真正的財神惠比壽對此很火大。
大黑（Daikoku，聲：（日）小野大輔；（台）梁興昌；（港）關令翹）
神器型態：黑色花扇  主人：小福（貧乏神）
小福唯一的神器與道司。名為「黑」，器為「黑」。外表剛毅且蓄鬍，雖然有著兇惡的外表，但卻喜歡小孩，據悉看到小朋友就會目不轉睛直盯著看，直至對方離開視線範圍，被夜斗說是戀童癖。覺得神要像老婆般疼愛。稱呼小福為「女神大人」。化身為器的時候是一把黑扇，搧一下便會開啟風穴引起時化，導致附近的妖怪大量增加。
在替夜斗進行禊的時候，為了尋找協力者而四處奔走。
雖然身為道司，但是考慮到自己晉升成祝器有可能對全日本造成毀滅性的破壞，而認為維持現狀就好。
神器之型(花扇)在成為神器當時為時代所沒有，相傳為和主人很相合。
渴求家庭，小福曾為了大黑找來一個小孩神器，一家人過著天倫的生活。
因為自己受不了長不大的小孩，孩子被小福放逐。因為對兒子的思念妖化傷到自己的神明，經兆麻知道夜斗神，委託夜斗斬掉，但夜斗實際上甚麼也沒斬(他只是隨便拿一把小刀空揮)，能斬斷思念是靠大黑自己的努力，之後決定只要好好保護自己的神明為作為神器的職責。

#### 毘沙門天與其神器
毘沙門天（Bishamon，聲：（日）澤城美雪；（台）石采薇；（港）詹健兒）
神格：武神、福神
金色長髪的女性，最強的武神。七福神的1柱。神器會用「姊姊大人」等各式各樣不同的稱呼稱謂她。總是全身武裝著大量的神器而被形容為「移動式武器庫」，連身體上的穿著、配飾全都是神器。現在的神器族名為「巴」。
過去曾有一族名為「麻」的神器，卻因為毘沙門天身上發作的恙，而導致一族內鬨、墮落而妖化。在兆麻的委託之下讓禍津神的夜斗將妖化的「麻」一族斬殺殆盡，也由於毘沙門天本身視神器如子而與夜斗結下仇怨，多年來追殺之。以前便有的溫柔性格導致她在看到死靈被妖攻擊時，會想到自己以前被殺的神器們而將之救下納為神器。但此舉也導致她負擔很大，身體需要靠每日浸泡藥浴來調養。
為了維持體制而隱忍痛苦，勉強自己對神器們露出笑容。後來反省此事，重新任命兆麻為道標。
雖然看起來很兇很強勢，但其實是非常溫柔的人。在高天原被夜斗入侵時，因陸巴的陰謀而被侵蝕，再一次被夜斗所救，之後將陸巴放逐並打倒面妖。之後在日和的賞花會上兩人冰釋前嫌，解開了百年的誤會，還被喝醉的夜斗用手按住嘴隔著手背吻了下去，毘沙門事件結束。
參加神議（神明會議）時與其他五位福神被「天（天照大神）」所軟禁，在兆麻的計謀下脫出，之後為了搭救逃出黃泉的惠比壽而與“天”所派來的建御雷神作戰，擊潰建御雷的神器黃云，但最終還是無法救下被暗算的惠比壽。稍後便潛下黃泉解救夜斗，無法擊敗黃泉女王伊邪那美與夜斗一同被困，稍後兩人被呼喚起真名回到地面。
穿著紹巴化身的外套時被夜斗說是暴露狂，有時會因此而拉上拉鍊。
十分在意自己獨立在七福神外出現時很不顯眼這件事。
被夜斗以「癡女」稱呼，新生的惠比壽因為夜斗的影響也會這麼稱呼。
兆麻（Kazuma，聲：（日）福山潤；（台）梁興昌；（港）曹啟謙）
神器型態：耳針 祝器型態:耳環
毘沙門的神器。名為「兆」。戴著眼鏡的青年，生前名為平野清次，是鹽商家的次子，被親生哥哥殺死。稱呼毘沙門為「毘娜」。是毘沙門神器當中最為古老的神器、「麻」之一族唯一存活下來的人。神器形状為櫻花造型的耳環。本身的戰鬥能力低，擅長發現隱身在角落的妖或亡靈，負責指揮各個神器使他們的能力技術發揮到最大值（修正命中精度、攻撃範圍的輔佐等），在毘沙門神器中擔任最為重要的角色。他正確的引導被認為是「毘沙門成為最強武神的原因」，連夜斗也甘拜下風。
與雪音同様以「祝器」的身分覺醒，剛成為神器的時候是小小的釘子（耳釘），也不會使用境界。雖然會刺傷主人被視為不祥，但當時就很擅長發現妖怪。並且在毘沙門墮落時，求助夜斗斬殺化為妖魔的麻之一族拯救主人，欠下夜斗人情。
受到日和請求，幫助既是仇人也是恩人的夜斗完成「禊」。當雪音追著自己來到高天原時，為了幫助雪音而對毘沙門天使用「一線」，因而被逐出一族。之後暫時寄住在小福家，為了救出被陸巴襲擊的日和而一同被囚，逃脫後挺身阻止毘沙門暴走。後來毘沙門收回放逐的命令，再度成為道標。
囷巴（Kuraha，聲：（日）井上和彥；（台）李世揚；（港）朱子聰）
毘沙門的神器。名為「囷」。髭面的壮年男性。可以變成獅子姿態的騎獸，並靠著嗅覺追蹤敵人。稱呼毘沙門為「小姐」。與夜斗的戰鬥中右眼負傷，因此右眼帶著眼罩，很受同為神器的小孩子喜愛。
常成為單行本卷末附錄漫畫中的素材，總是被當成貓咪。
紝巴（Kinuha，聲：（日）佐藤奏美；（台）石采薇；（港）謝潔貞）
毘沙門的神器。名為「紝」。長髮的女性。神器形状為長鞭。大家都以稱呼她。
紹巴／福原夕依（Tsuguha，聲：（日）小澤亞李；（台）穆宣名；（港）羅孔柔）
毘沙門的神器。名為「紹」。雖然是新人，但毘沙門前往人界時會帶著她，因此被同為神衣的前輩藍巴欺負。一開始綁著圓髻，但後來被藍巴剪斷頭髮。神器形狀是外套、內衣與短裙一組的神衣。
毘沙門篇後與藍巴和解，並被藍巴逼著聽她的戀愛故事。
毘沙門在日和家裡的醫院戰鬥時，被螭（緋）碰觸而慢慢回想起死前的記憶。在記起自己的名字後化成妖，兆麻為保護主人將其殺掉。
秋巴（Akiha，聲：（日）高橋伸也；（台）梁興昌；（港）盧國權）
毘沙門的神器。名為「秋」。留著條碼頭、戴圓眼鏡的矮小大叔。神器的形状為小刀。興趣是圍棋。代替陸巴成為毘沙門天新的藥師。
陸巴（Kugaha，聲：（日）星野貴紀；（港）李鎮然）
毘沙門的神器。名為「陸」。有著黑色的大眼睛。對植物方面的知識非常了解，平常也會教授其知識給其他的神器，是鈴巴的師父，更是毘沙門的御用藥師。有時會因為工作而前往人間，但大多留在高天原。神器的形狀是天秤。
無法認同毘沙門一直收新神器的行為，認為那些神器都是沒有用的神器，打算利用夜斗與毘沙門的戰鬥好替換現任的毘沙門，並意圖當下一任毘沙門天的道標。
暗中與野良聯手，利用藥物使毘沙門失去戰鬥力，並且綁架日和企圖讓夜斗殺害毘沙門。兆麻無法使用「陸」之名困住他，可能擁有別的主人，但身體上卻沒有其他文字。
當毘沙門與夜斗戰鬥時驅使面妖殺害眾多神器，後來被毘沙門放逐。在父親大人麾下名為「役」。在天神大人麾下名為「斯」。
藍巴（Aiha，聲：（日）東城日沙子；（港）何寶珊）
毘沙門的神器。名為「藍」。神器形狀是附長裙的西洋鎧甲。因為擁有高防禦力，半世紀以來都作為毘沙門的神衣在前線戰鬥，後來這個任務被晚輩紹巴搶走，現在大多都被留在高天原。雖然想得到毘沙門的注意，但幾乎都沒被呼喚。欺負紹巴而著魔，藉由陸巴的藥隱瞞。為了藥而聽命於陸巴，使用付有咒語的百杖和面妖襲擊夜斗，趁夜斗被面妖轉移注意力時抓走日和。
知道被陸巴利用後，幫忙救出兆麻和日和。此後撐過了禊的考驗而與大家和解。
嶺巴（Mineha，聲：（日）高尾雪；（港）何晶晶）
毘沙門的神器。名為「嶺」。在成為死靈被妖襲擊時為毘沙門所救，並被收做神器。但因為靈魂損傷而無法成為真正的神器，其形狀為碎裂之鏡。
鈴巴（Suzuha，聲：（日）西山宏太朗；（港）李震權）
毘沙門的神器。名為「鈴」。短髪少年，興趣為園藝，不知道夜斗是主人的仇敵而和雪音成為朋友。在照料花朵的時候，一名人類少女發現了他存在，兩人約定明年要再相見，然而每年過去鈴巴都會被女孩遺忘，也因如此兩人之間的對話也幾乎每年都是一樣。到了最後女孩長大了，再也不曾出現，但因為答應女孩要一起賞櫻的約定，所以30年來都未停止照料櫻花樹。後來被陸巴用言語煽動內心，感到絕望，而被操作「妖」的陸巴給殺害。
刈巴（Karuha，聲：（日）明坂聰美）
毘沙門的神器。名為「刈」。馬尾少女。神器形状為左輪手槍。威力極高，但不擅於瞄準，必須由兆麻進行歸零調整。
數巴（Kazuha，聲：（日）明坂聰美）
毘沙門的神器。名為「数」。年幼少年。神器形状為自動式手槍。跟刈巴同樣不擅於瞄準，因為有兆麻的輔佐才能在第一線戰鬥。
靫巴（Yugiha，聲：（日）東內マリ子）
毘沙門的神器。名為「靫」。神器形状為單刃大劍。不擅長「畫線」，會連現世的物品都一起砍斷，必須由兆麻控制力道。
瑠巴（Ryuha，聲：（日）片貝薰；（港）袁淑珍）
毘沙門的神器。名為「瑠」。神器形狀為馬首手杖劍。和裝老人。在陸巴的事件中帶領殘餘的神器躲入泉池，毘沙門後來持她殺死妖怪及它所吞噬的夥伴。
詢麻（Toma，聲：（日）種崎敦美）
毘沙門的神器「麻」的一族。名為「詢」。外型是年幼的黑髮少女，神器形状為鍋蓋。是訓練兆麻使用境界線的指導老師，常常鼓勵著兆麻。在毘沙門的神器們起內鬨時，向眾神器反應其互相猜疑會傷及毘沙門，被當任的道司認為在質疑自己的做法，並認為詢麻就是刺傷毘沙門的兇手，而將罪硬栽贓到詢麻身上，最後被處刑致死，在詢麻死後，毘沙門並沒有因此好轉，事實也證明兇手並非是詢麻。
七（Nana）
毘沙門收服的第二位祝器，賜名七，身材瘦弱的少女，祝器型態為面具、神衣（獸皮衣+披風）、大刀合为一体兼顧攻防的分散型神器。由於是毘沙門專門用來對付術士（藤崎浩人）而避免“巴”字族神器受傷的可棄用品而没有賜予族名“巴”。
原本为神治时代与“天”敌对一方的神明“绫”的神器，极度憎恨“天”，即便被“天”讨伐后也再度复活为祝器，实力强悍再加上不知其名而被“天”属下的神器敬畏的称之为“葬送者”，犯下大忌伤害到了“天”，因而被“天”下令囚禁（封印）在一个洞穴内的石箱子里数千年，由毘沙门开启封印得以恢复自由之身。
虽然过去的名字已被夺走但并不想为毘沙门服务，在争执中处于下风而一心求死，当听到毘沙门所开出的交易条件（斩杀“天”以及死亡的场所）后，默认（同意）成为她的祝器。刚脱离几千年的囚禁状态就随毘沙门一同对付術士，对“天”的部下建御雷神的到来感到兴奋，积极的与之战斗。

#### 惠比壽與其神器
惠比壽（Ebisu，聲：（日）置鮎龍太郎、巽悠衣子；（港）陳欣、陳琴雲）
神格：福神、財神
跟大黑天同為七福神中的雙璧，正裝是狩衣，但因為是商業之神所以平常穿得像上班族。因為曾多次更換而有新的想法。長身痩躯的男性。極度不擅長運動，擅於釣魚，喜歡大海。
當代惠比壽行事異於其他神明，對野良並不忌諱，希望夜斗能把成為祝器的雪音讓給他。事實上自己擁有的神器就有一半以上是野良。
為了控制世上的災厄而驅使面妖，但並不是完美的術師而經常被刺傷，身為福神卻有許多代被自己飼養的妖魔吞噬而隕命。
為了成為完美的術師而和夜斗一起前往黃泉，最初因為「即使死了也會重生」而不把自己的性命放在心上，後來和夜斗相處的過程中改變了想法。從母親伊邪那美處騙到黃泉之歌後用妖力打開風穴回到人間，但卻在天的追捕下身負重傷，拜託毘沙門救出夜斗。最後受到天罰導致身體無法負荷，哭著說出：「我還不想死」後，在毘沙門的懷裡死去（動畫版是在夜斗懷中）
黃泉之語事件後換代，新生的惠比壽（孩童階段）和夜卜成為朋友，更受到毘沙門天、天神、夜斗、大國主命等神明的保護。而且還因為夜斗的影響，也會以「癡女」稱呼毘沙門天。從之前就不會綁鞋帶,當新生時也同樣如此。
巖彌（Iwami，聲：（日）蓮岳大；（港）林國雄）
惠比寿的神器與道標。侍奉過許多代主人，唯一的目的是讓前代主人的遺志傳承下去。
邦彌（Kuniya，聲：（日）山本兼平；（港）鄧志堅）
神器型態：西裝
惠比寿的神器。名為「邦」。高大的男性，擅長徒手格鬥。是罕見的附身型神器，能讓運動白癡惠比壽重現自己的動作。是與惠比壽一同往黃泉的神器中唯一生還的，但在惠比壽身受重傷後就被天拘禁。
高彌（Koya）
惠比壽的神器，名為「高」，也是野良。因為主人是術師而被天逮捕，同伴在眼前遭到性命威脅時，為了拯救同伴而說出主人和道標的所在地。

#### 七福神
通稱「神7（seven）」。除了大國主命和惠比壽外，其他成員禁止戀愛。
大國主命/大黑天（聲：（日）咲野俊介；（港）葉振聲）
豪爽的中年大叔。
生性粗魯，但注意到惠比壽的身體狀況有異。對於小福把自己的名字拿去給神器命名之事非常介意，揚言要和同樣被冒名的惠比壽一起提出告訴。
外表看不出來，但非常溺愛名叫因幡的兔子。
久遠以前曾與天爭鬥，身體能變化成巨大的蜘蛛。
辯財天（聲：（日）石黑千尋；（港）林元春）
女性，頭髮上梳結髻。沒男友，當壽老人交到女友時非常憤怒。
福祿壽（聲：（日）中村和正；（港）朱子聰）
極高禮帽下腦袋也很長，當大國主暴走時被其他七福神一致推去當祭品。
壽老人（聲：（日）真木駿一；（港）林國雄）
老態龍鍾的老人。在短篇裡年輕女友曝光而暫時脫離七福神，後來因為謊報年齡的事情被發現而回鍋。
布袋（聲：（日）高橋伸也；（港）胡家豪）
體型肥胖的男性。在神議上聽廣播、覺得什麼事都很麻煩的舉止十分顯眼。

#### 建御雷與其神器
建御雷（聲：（日）濱添伸也；（港）陳廷軒）
神格：天之神、雷神
隸屬上天的一柱神，指揮討伐惠比壽。十分想要祝器。
黃雲（Kiun）
神器型態：龍形大閃電
建御雷的神器。名為「黄」。有著「雷刃」之称的強者，神器形狀是龍形的閃電，能操縱雷。襲擊從黃泉歸來的惠比壽，也被毘沙門攻擊而負傷。

#### 其他神明與神器
野良／緋／螭／疫（Nora，聲：（日）釘宮理惠；（台）林沛笭；（港）鄭麗麗）
神器型態：操縱水能力的太刀、手槍、尖頭錫杖...等（多主人）
外表是個身穿和服的14歲少女，是個擁有眾多「名字」的野良，而依照天神和兆麻的說法，緋與一般野良不同，是更被眾神所忌諱的「低賤」存在，甚至連提及此人也會深感厭惡。身世和立場目前是謎。
夜斗的第一個神器及童年玩伴。做為夜斗的神器時，稱「緋器」，本體是一把沒有任何裝飾和刀紋的太刀。夜斗很少叫她的「名」，都直呼「野良」。夜斗斬殺毘沙門天一族神器時即持用她。
從小被告知要成為夜斗有用的神器而被製造出來，如果沒用就會被毒打，非常害怕並順從父親，對接近夜斗的神器和人類懷有強烈敵意。很喜歡夜斗及賜予的名字，不曾刺傷主人。希望夜斗重為禍津神過肆意斬殺的日子。經過黃泉一役之後，被解除契約而憤怒地表示「要告訴父親大人」。
在五代前的惠比壽處稱「筒弥」，神器姿態為左輪手槍（短銃）。
在父親麾下名為「螭」，神器姿態為尖頭錫杖，具有讓被碰觸的其他神器得知「神明最隱晦之事」的能力。
在建御雷神麾下名為「疫」；在蠃蚌麾下名為「零」。
伊邪那美（Izanami，聲：（日）山村響；（港）曾秀清）
神格：彼岸之神、黃泉之神
黄泉女王。是拋棄了惠比壽的母親。會化作面前之人最親近女性的容貌，本體為腐屍之面容，身體四處會爬出許多蟲。身處「無法觸及的遠方」，所以神器的攻擊無法傷到她。
試圖讓惠比壽和夜斗吃下黃泉的食物，成為自己的朋友永遠留在黃泉。當惠比壽搶走黃泉之歌時派出無數黃泉醜女追蹤，雖然堵住出口抓住夜斗，但惠比壽打開風穴逃脫。
蠃蚌（Rabo，聲：（日）櫻井孝宏；（台）梁興昌；（港）李凱傑）
漫畫番外篇中的角色， 被野良喚醒的禍津神，以斬殺夜斗為目標，給野良的印記是「零」。
禍津神，由人類的惡意慾望而生成的災禍神，蠃蚌曾是人類，生前戰爭中完成任務就被殺死，人們恐懼作祟而祭祀，因而化為禍津神，而夜斗過去也是禍津神，兩人曾是同伴，合作在戰場上大肆屠殺。
為了逼迫夜斗和蠃蚌戰鬥，野良取走日和關於夜斗的記憶，表示如果夜斗打贏了就把記憶歸還，雖然夜斗很不願意日和忘了他，但是也不失為日和離開自己，脫離各式各樣危險的方式，而一度放棄取回日和的記憶。
不過野良並不會這樣放過日和與夜斗，不斷奪取日和其他記憶，讓日和連雪音都忘記了。這簡直像媽媽忘了自己一樣的打擊，讓雪音崩潰大哭。雪音的傷心還有日和會被掏空，夜斗決心取回日和的記憶。另一邊日和居然自己恢復了記憶，然後妖化蠃蚌挾持了日和，夜斗擔心直接砍向蠃蚌，會波及到日和，所以這一斬要由雪音判斷能斬與不能斬的東西，雖然蠃蚌明明有那麼多贏的機會，卻一直蹲著等夜斗升級，原因是他已經是斷祀的神，與其這樣衰弱下去被什麼其他的了結，不如死在過去的戰友手上。夜斗最後如蠃蚌所願斬了他。
最後結局是，雖然夜斗認為日和跟他們斷了緣分對自己更好，但日和卻希望永遠跟夜斗、雪音在一起，夜斗收下了願望的5圓。
櫻／珠音（Sakura／Tamanone）
神器型態：腰刀   主人：夜ト
夜斗的前神器，外表為成年年輕女子，為夜斗第二個神器（第一個為緋）。曾為天神大人的神器，但由於當時天神大人常回想起身為三大怨靈之事而暴走，在某次被暴走中遭到驅逐。隨後在櫻花樹下遇見年幼的夜斗，懇求夜斗將其收為神器。雖然夜斗當下因看見她生前的記憶感到害怕而拒絕並逃離現場，但不久後便將其收為神器。也是夜斗第一件非野良的神器。收為神器之後詢問夜斗本名，由於當時夜斗被父親下令不允許與外人交談，便在地上寫上「夜卜」兩字，卻被其叫成「夜斗」（漢字的「卜」與片假名的「ト」極為相像），因後來發生的事件，往後夜斗也將自己稱為夜斗，緬懷死去的櫻。
曾因夜斗殺人而逃離，經過天神大人的隨從「梅雨」開導，了解雖然夜斗擁有純淨的心，卻不知何為善惡，必須由自己來教導其何為善惡。
有次，夜斗撞見受傷的緋，一問之下才發現，父親認為是緋刺傷了夜斗而懲罰（事實上是父親故意引導後續的事情發展）。夜斗帶著受傷的緋前往泉水淨化，卻不小心被櫻撞見。後來於小屋中，被緋引導而想要了解自己身為「神明最隱晦的事」。雖然夜斗內心百般不願，但此時的夜斗還是新生的神明，不了解神器知曉「神明最隱晦的事」後會無條件墮落。在緋的慫恿以及櫻的請求之下，夜斗說出了櫻的生前名為「珠音（たまのね）」。知曉自己本名的櫻想起了生前遭盜賊挾持玷汙而死的事情，墮落成了妖。在無可奈何的情況下，夜斗喚回了緋將其斬殺。
這件事深藏於夜斗的心中，每看見春天綻放的櫻花，夜斗都會想起櫻。
櫻生前的名字（珠音）的尾字，剛好與夜斗的神器一族「音（ね）」相同，這是作為族名也是夜斗為警惕自己，不要犯下同樣錯誤，觸碰神明最隱晦的事。

### 其他角色
山下晶（聲：（日）高橋未奈美；（台）林沛笭；（港）張頌欣）
日和的朋友，視覺系樂團「百鬼夜行」的粉絲，暱稱為「小山」。
田端愛美（聲：（日）；（台）石采薇；（港）黃昕瑜）
日和的朋友，偶像團體Zonnys的粉絲，其愛犬的名字與該偶像團體的Group Leader(椎名)同名。
藤崎浩人（聲：（日）石川界人；（港）李致林）
在日和上高中時，轉學進來的高三學長。原本住在鄉下，父親單身赴任來此，因姊姊帶了孩子回家而弄得不清靜，所以拜託父親跟了過來。在遊樂園約會時，親吻了日和。真實身分為夜斗的「父親大人」。
壹岐小百合（聲：（日）伊藤美紀；（港）沈小蘭）
日和、将臣的母亲，比较传统的日本女性，对日和的管教也比较严格，由于娘家人的遗传体质，也能够稍微感知到彼岸的世界（夜斗来到她家时有一点感知）。
自家医院发生病人暴乱时为了保护昏迷（灵魂出窍）的日和而被发狂的病人击伤了头部昏迷，引发了半妖形态下壹歧日和过度妖魔化。苏醒伤癒后正在想办法与丈夫一同解决自家医院暴乱后带来的大麻烦。
壹岐高将（聲：（日）家中宏；（港）潘文柏）
日和、将臣的父亲，自家医院壹岐综合医院的院长，同时作为外科医生医术也很高超，责任心很强。自家医院发生病人暴乱后受到了极大的经济损失与社会舆论压力，目前正想办法与太太小百合共度难关。
壹岐將臣
日向的哥哥。因為討厭家業而離家出走，瞞著家人以「瀨良魁夷」之名作為藝術家活動著，但是朋友卻嚴厲地指出他「只是為了逃避現實」。但是從他替外婆看診的樣子來看，應該有醫師執照。和日向一樣，有靈感體質，可以看到夜斗和彼岸的存在。一天，一位已經成為死靈的女性朋友被年輕畫家的才能所吸引，為了救她被繪畫所吸引，和夜斗商量了一下（那時他並不知道日向和夜斗的關係）。醫院騷動後回到老家，協助醫院的重建。
圭一（聲：（日）久野美咲；（港）陳琴雲）
在第1話與他的母親（聲：（日）青木瑠璃子；（港）曾秀清）出場的男孩，拜託夜斗尋找一隻叫「主上大人」的貓。
睦美（聲：（日）小松未可子；（港）何晶晶）
原作第1話出場的女國中生。
萩原學（聲：（日）村瀨步；（台）何志威；（港）陳灝瑋）
日和的學弟。因遭遇霸凌向夜斗求助。
蟷野（聲：（日）高橋伸也；（港）陳耀楠）
日和崇拜的格鬥家。
浦澤裕介（聲：（日）小野友樹；（台）梁興昌；（港）陳廷軒）
原為廣告公司職員。在街上遇上離家出走的小福，並慢慢與其交往。但因接近小福而多次遇上意外，其公司業積亦下跌，最後公司倒閉本人亦宣告破產而打算跳樓自殺。在自殺前之際想打給母親卻不料打錯給夜斗。夜斗其後幫他斬斷與小福的緣份令他忘記小福。

## 相關用語
神明
神明從人們的願望中誕生，一旦逐漸被人們遺忘神明也會隨之死亡。若此神明廣受眾人愛戴，那麼即便死亡也會重生，稱為「換代」。單只是神明一人是無法作戰，所以需與亡靈訂下契約並將其召喚，才能與妖魔作對，否則將會有生命危險。不同的神明擁有不同的專長及分類，但都是以「實現人們的願望」為目標。
神社
人們祈求神明的地方，可透過神社便能在此岸與高天原中穿梭往返。當一位神明擁有一間神社時是莫大的榮耀，彷彿就像是對他說「拜託你了」「謝謝你」，是證明此神是一位稱職神明的證據。
神明附身（神憑り）
特殊情況下神明附身在人類的身體上，同步率達到百分之百時能發揮人體的最大極限。但是平常是不能隨意使用的，除非要藉由附身給信徒們指引或懲戒才能使用，否則將會引起一定程度的混亂或是影響到被附身之人的日常生活。
神議（かむはかり）
全國神明一年一度集中到出雲開會，只會召集擁有高天原戶籍與正式認可的神明。但有緊急情況下任何時間都會召開。目前只有在夜斗與毘沙門天一戰後、和惠比壽有使役妖魔的嫌疑時召開。
高天原（たかまがはら）
彼岸之地，眾神所在居住的世界。同時作為政府機關和神器勞動基準監督署的存在。
彼岸的神靈拒絕時間，所以與此岸時間的流動不同。透過神社便能在此岸與高天原中穿梭往返。
天神陣/神薙之陣
原作中沒有的天神陣，為動畫版本原創。《野良神/流浪神差 ARAGOTO 第二季》第12話「你的呼喚」中天神為了懲戒惠比壽而召喚的大型魔法陣。擁有毀滅神明的強大力量，雖然夜斗與雪音揮出強大的十字斬將其瓦解，但卻仍無法阻止天突如其來的襲擊因此惠比壽死亡。
神器（しんき）
神器就是得到神許可的武器。雖然未化為神器前是無家可歸，無處落腳的無主孤魂，但他們原本都是想生存的人，而非有意自殺的靈魂。在徘徊彼岸時，被神召喚而與神明簽訂契約，賦予容身之所，從此比眷屬更長久留在該名神明身邊。平時是人類的姿態，在主人呼喚時會變化為某種道具，侍奉不同的主人則作為道具的形狀也會不同。神明擁有賜名的權力，賜名會以一個漢字的形式銘刻在身體上，名為訓讀，器為音讀。另外，神器在自己侍奉的神面前跪拜其他神明是非常無禮的舉動。
神明與神器之間有著特殊的關係，兩者可說是一心同體。這點與神器力量的發揮也有很大關係。神器本來是人類，而人類會犯罪，怨恨、恐懼、妒忌、焦躁、悲傷、慾望，這些感情就是邪念的源頭，罪孽最後化成痛楚。而神器心裏的邪惡慾望會傳到主人身上，如果神器想做壞事，主人就像針刺一般痛。但精神混亂造成的痛楚只由神器傳給主人，不會反向。於是神就是這樣，通過神器學習善與惡。因為善惡是由人類決定，神根本沒有這種觀念。換句話說，神做甚麼都行，不管是傷害人，連殺人都可以。此外，神器說謊的話身上會出現眼睛形狀的詛咒（可藉助特殊的藥物暫時隱藏起來），並且進一步刺傷主人；狀態惡化的神器會變成妖，並使得主人逐漸墮落，最後過世。
祝器（祝の器）
為侍奉的神效忠而進化的稀有神器。賭上自己的名字以守護主人的證明，特徵是神器的形狀會變化。兆麻與雪音都是屬於祝器，兆麻由一根小釘子進化成櫻花型的耳環；而雪音由一把太刀進化成一對雙太刀。進化的詳細因素不明，只知「對侍奉的神明不二的忠誠」、「賭上名字來保護主人」及捨身拯救主人而死亡過一次等契機。並非單純只要忠心及死亡即可進化。
終器（終の器）
漫畫中曾提到過，僅能推測為神器最終形態，等級高於祝器。目前原作中尚無從得知目前有神明擁有終器。
「神明最隱晦之事」可能是祝器進化為終器的關鍵，猜測如果有祝器接受自己所有生前記憶與一切怨念且依靠自己或與神明間的牽絆從妖化中成功脫離的祝器可能會進化為終器
道標（みちしるべ）
在神的神器中位於領導地位，指引神器們作戰和聚集其向心力的存在，也象徵是該神明最重要的神器，同時神明會從道標身上學習何為「善與惡」，所以道標要如何指引神明做「對」的事情是相當重要的。因為神明不會分辨善惡，所以當神明做錯事情時將會由道標承擔，或是替換道標等。
野良（のら）
基本上神器只有一個名字，一輩子只侍奉一個主人。如果想侍奉新主人的話，一般來說就要先請前主人消除自己的名字，就像真喻那樣。而「野良」是指那些像流浪貓一樣，有很多個主人的神器。其身上擁有的名字數目，直接反映背叛過多少個主人，所以野良是神感到羞恥的存在。
於動畫第七話，天神大人對日和舉了個例子：「如果有人說想當你的教父幫你取另一個名字，你覺得如何？你必然會不喜歡，因為你會覺得好像對不起自己的父母一樣。」人很自然討厭讓別人取多於一個名字，所以野良才會成為被嫌棄的對象。
雪音亦曾想在未被夜斗「解放」的情況下，改為投靠天神大人，但基於天神大人是不會，亦不打算使用「野良」，而遭到對方拒絕。
雖然其存在是神的恥辱，甚至光聽名字就覺得很厭惡﹑可怕。無論是神，或是神器均甚少隨便提起這兩個字，以免與這種下賤的神器扯上任何關係。但這種神器之所以存在，是因為有工作不想給自己的神器做，只好找「野良」代勞。另外，由於「野良」身上擁有不只一個名，所以透過名施展的術對野良無效。
境界
「境界」是神器唯一可用，亦是只有神器才能使用的能力。既是矛，也是盾。厭惡和恐懼有助畫出「境界」，這條境界線可以分隔敵我，妖怪是無法跨越這條線。
畫法是先用手指擺出矛的形狀，再在自己和妖怪間畫一條線，亦稱為「一線」。
禊（みそぎ）
當神器刺傷主人時進行的儀式。三位神器將刺傷主人的神器封在名為「獄」的結界中，讓神器表白自己的罪行並且贖罪。封在結界中的神器會受到難以想像的痛苦，夜斗稱這種儀式為「私刑」。
禊進行太多次會失去效果，神器間共同的罪會逐漸侵蝕主人，這種疾病是「恙的亞種」。
術（じゅつ）
藉由束縛名向對方下咒的技術，因為此一特性所以不知道對方的名就無法使用，也不能用在比自己高等的人身上。使用不當會刺傷主人。
《From天》
神器的求職雜誌，裡頭充滿著各地神社及神明的徵才廣告，使沒有主人的亡靈能夠順利求職，同時也報導了一些轉職成功的採訪。裡頭還附有問卷，只要填寫完畢後折成紙飛機並向天空投擲，便會自動寄到高天原的行政部門。
神明最隱晦之事（神の秘め事）
神器是人在死後以死靈的狀態下被神明賦予「名」而能維持人的形象待在神明身邊，理論上對於生前的事沒有任何記憶，而知道神器生前事情的也只有曾經身為主人的神明，如果讓神器知道了自己的死因、死狀甚至是本名...等事情，神器會因為怨念而墮落成為妖，唯一的解脫就是將其斬殺。
妖魔（あやかし）
在此岸的人們若自殺或是被妖魔吸引，死後無法成為亡靈而是妖魔。妖魔身上充滿怨念和詛咒。大小﹑姿態不一，但是全都沒有生命，是彼岸的居民。看到它們的，只有動物和幼兒，還有，身處此岸和彼岸之間，那道狹縫的「人」。
妖魔很喜歡接近陰沉空氣，棲息於黑暗中。它們無處不在，有些躲在暗角，有些在天空移動，有些在人類身上。然而往往潛伏在人心裏的妖魔都很難完全淨化，如果人類被它們附身就會意志消沉，為非作歹。甚至會鬼迷心竅，神差鬼使地跨過禁忌的境界線。這條線的另一邊，雖然感覺快樂，但是生不如死。
生靈和未死的妖怪很顯眼，妖魔會過來，接近，傷害，渴求他們的靈魂。被妖怪渴求和吞噬的靈魂，只會在充滿詛咒的人間地獄徘徊。
神社和祠堂與普通房子不一樣，屬於神域，留在裏面，不會被妖魔襲擊。
時化（しけ）
彼岸妖魔喜歡的陰鬱空氣，產生時稱為時化。
恙（ヤスム）
沾染不淨，感染的部位會變色並且具傳染性，如果不加以淨化，它就不會消失，繼續侵蝕身體。神社淨水池的水只能淨化來自於妖魔的恙。被神器刺傷產生的恙連神社淨水也無法淨化，此時必需進行上述的「禊」，不然放任不管的話，痛苦繼續累積，恙就會蔓延全身，情況愈來愈差，更有可能因此喪失性命。神若染恙便會造成神墮，可能會導致換代，也就是當原有的神死去之後，有新的神會再次誕生。
風穴（ふうけつ）
妖魔出現的地方，原則上是隨機發生，當然也有像小福這樣能決定發生地的神明。當風穴打開後，神社間互相協助幫忙打開結界，可以防止風穴繼續擴大。但已從風穴湧出來的妖怪，除了驅除，別無他法。
占卜凶兆
由於風穴會在不知不覺間打開，毘沙門陣営認為與其之後才去處理，不如預先監視可能的地方，將損害減至最低。因此毘沙門有時會專程去問小福－哪裡有風穴打開，而小福在地圖上圈出來的地方多半有。不過也有可能是她圈了，所以那裡才會有陰氣。
面妖（面の妖）
戴著眼睛圖案面具的妖魔，在高天原稱為「靠咒語使役的妖魔」，會違背本能聽從主人的命令。因為替妖魔取假名操縱的技術會刺傷術師，所以本來應該沒有神明能做這種事。
黃泉之歌（黄泉の言の葉）
可用來召喚面妖，畫出眼睛的特殊符號並喊其名稱即可成形。舊的黃泉之歌只能在面具上畫符，且威力較弱，不是見不得日光就是使用即死亡。新的黃泉之歌則不需要面具做媒介，威力及持久力都大幅提升。惠比壽想藉由控制妖魔來使人們幸福而不停尋找黃泉之歌，經歷換代後不知去向，而後落入藤崎浩人的手中。
河屯君樂園（カピパーランド）
作者所創造、夜斗一直很想去的主題樂園，吉祥物是河屯君。夜斗穿過牠的圖案T恤，打從心底相信河屯君真的存在。雖然夜斗一度發現真相（河屯君的衣服裡面有大叔），但最後由雪音和日和聯手讓他相信一切都只是河屯君向他開的玩笑。

## 出版書籍
流浪神差
| 卷數 | 講談社         | 講談社                                                  | 東立出版社                  | 東立出版社                                                  | 玉皇朝         | 玉皇朝                 |
| 卷數 | 發售日期       | ISBN                                                    | 發售日期                    | ISBN / EAN                                                  | 發售日期       | ISBN                   |
| ---- | -------------- | ------------------------------------------------------- | --------------------------- | ----------------------------------------------------------- | -------------- | ---------------------- |
| 1    | 2011年7月15日  | ISBN 978-4-06-371294-0                                  | 2012年2月10日               | ISBN 978-986-10-9085-6                                      | 2011年11月14日 | ISBN 978-988-8127-98-6 |
| 2    | 2011年10月17日 | ISBN 978-4-06-371308-4                                  | 2012年2月10日               | ISBN 978-986-10-9086-3                                      | 2011年12月17日 | ISBN 978-988-8128-07-5 |
| 3    | 2012年2月17日  | ISBN 978-4-06-371323-7                                  | 2012年5月11日               | ISBN 978-986-10-9087-0                                      | 2012年5月7日   | ISBN 978-988-8128-81-5 |
| 4    | 2012年6月15日  | ISBN 978-4-06-371336-7                                  | 2012年11月8日               | ISBN 978-986-317-357-1                                      | 2012年7月30日  | ISBN 978-988-8168-42-2 |
| 5    | 2012年10月17日 | ISBN 978-4-06-371350-3                                  | 2012年12月20日              | ISBN 978-986-324-114-0                                      | 2013年1月21日  | ISBN 978-988-8169-26-9 |
| 6    | 2013年2月15日  | ISBN 978-4-06-371366-4                                  | 2013年4月8日                | ISBN 978-986-332-063-0                                      | 2013年5月27日  | ISBN 978-988-8169-89-4 |
| 7    | 2013年6月17日  | ISBN 978-4-06-371379-4                                  | 2013年8月27日               | ISBN 978-986-332-837-7                                      | 2013年8月26日  | ISBN 978-988-8251-31-5 |
| 8    | 2013年10月17日 | ISBN 978-4-06-371394-7                                  | 2013年12月13日              | ISBN 978-986-337-664-4                                      | 2014年2月17日  | ISBN 978-988-8252-09-1 |
| 9    | 2013年12月17日 | ISBN 978-4-06-371402-9 ISBN 978-4-06-358478-3（限定版） | 2014年2月21日               | ISBN 978-986-348-018-1                                      | 2014年4月9日   | ISBN 978-988-8252-39-8 |
| 10   | 2014年2月17日  | ISBN 978-4-06-371412-8 ISBN 978-4-06-358479-0（限定版） | 2014年6月4日                | ISBN 978-986-348-501-8                                      | 2014年6月7日   | ISBN 978-988-8302-07-9 |
| 11   | 2014年7月17日  | ISBN 978-4-06-371430-2 ISBN 978-4-06-358480-6（限定版） | 2014年9月23日               | ISBN 978-986-365-374-5                                      | 2014年9月4日   | ISBN 978-988-8302-45-1 |
| 12   | 2014年11月17日 | ISBN 978-4-06-371448-7                                  | 2015年2月9日                | ISBN 978-986-382-355-1                                      | 2015年1月14日  | ISBN 978-988-8302-98-7 |
| 13   | 2015年4月17日  | ISBN 978-4-06-371460-9                                  | 2015年6月15日               | ISBN 978-986-431-238-2                                      | 2015年6月23日  | ISBN 978-988-8326-40-2 |
| 14   | 2015年9月17日  | ISBN 978-4-06-371483-8 ISBN 978-4-06-362300-0（限定版） | 2015年12月1日               | ISBN 978-986-462-204-7                                      | 2015年11月27日 | ISBN 978-988-8326-86-0 |
| 15   | 2015年11月17日 | ISBN 978-4-06-371494-4 ISBN 978-4-06-358774-6（限定版） | 2016年1月22日               | ISBN 978-986-462-517-8                                      | 2016年4月6日   | ISBN 978-988-8379-32-3 |
| 16   | 2016年3月17日  | ISBN 978-4-06-392515-9 ISBN 978-4-06-358775-3（限定版） | 2016年5月30日               | ISBN 978-986-470-118-6                                      | 2016年5月10日  | ISBN 978-988-8379-45-3 |
| 17   | 2016年7月15日  | ISBN 978-4-06-392531-9                                  | 2016年9月19日               | ISBN 978-986-470-676-1                                      | 2016年9月9日   | ISBN 978-988-9379-73-6 |
| 18   | 2017年2月17日  | ISBN 978-4-06-392567-8                                  | 2017年5月5日                | ISBN 978-986-482-810-4                                      | 2017年6月10日  | ISBN 978-988-8436-30-9 |
| 19   | 2018年8月17日  | ISBN 978-4-06-392587-6                                  | 2018年11月19日              | ISBN 978-957-26-1726-7                                      | 2020年9月19日  | ISBN 978-988-8671-59-5 |
| 20   | 2019年2月15日  | ISBN 978-4-06-514491-6 ISBN 978-4-06-514492-3（特裝版） | 2019年6月10日 2019年6月17日 | EAN 471-0945-55986-5（首刷限定版） ISBN 978-957-26-2919-2   | 2020年10月9日  | ISBN 978-988-8671-60-1 |
| 21   | 2019年10月17日 | ISBN 978-4-06-517367-1                                  | 2020年1月31日               | ISBN 978-957-26-4337-2                                      | 2020年10月23日 | ISBN 978-988-8671-61-8 |
| 22   | 2020年6月17日  | ISBN 978-4-06-519753-0                                  | 2021年2月5日                | ISBN 978-957-26-5477-4                                      | 2022年12月22日 | ISBN 978-988-8821-44-0 |
| 23   | 2021年2月17日  | ISBN 978-4-06-522100-6                                  | 2021年8月6日                | ISBN 978-957-26-6583-1                                      | 2023年1月19日  | ISBN 978-988-8821-45-7 |
| 24   | 2021年10月15日 | ISBN 978-4-06-524859-1 ISBN 978-4-06-523373-3（特裝版） | 2022年5月12日 2022年5月19日 | ISBN 978-957-26-8403-0（首刷限定版） ISBN 978-957-26-8035-3 | 2023年3月11日  | ISBN 978-988-8821-46-4 |
| 25   | 2022年6月16日  | ISBN 978-4-06-527772-0                                  | 2023年1月31日               | ISBN 978-957-26-9747-4                                      | 2023年11月4日  | ISBN 978-988-8821-47-1 |
| 26   | 2023年2月16日  | ISBN 978-4-06-530535-5                                  | 2023年10月26日              | ISBN 978-626-360-385-1                                      | 2024年6月27日  | ISBN 978-988-8886-07-4 |
| 27   | 2024年2月17日  | ISBN 978-4-06-534201-5                                  | 2024年9月2日                | ISBN 978-626-02-1695-5（首刷附錄版）                        | 2024年6月27日  | ISBN 978-988-8886-08-1 |

新裝版
| 卷數 | 講談社         | 講談社                 |
| 卷數 | 發售日期       | ISBN                   |
| ---- | -------------- | ---------------------- |
| 1    | 2024年12月17日 | ISBN 978-4-06-538153-3 |

流浪神差 拾遺集
| 冊數 | 講談社                   | 講談社                   | 東立出版社                   | 東立出版社                   |
| 冊數 | 發售日期                 | ISBN                     | 發售日期                     | ISBN                         |
| ---- | ------------------------ | ------------------------ | ---------------------------- | ---------------------------- |
| 1    | 2013年11月15日           | ISBN 978-4-06-371398-5   | 2014年6月13日                | ISBN 978-986-348-781-4       |
| 2    | 隨單行本第20卷特裝版附送 | 隨單行本第20卷特裝版附送 | 隨單行本第20卷首刷限定版附送 | 隨單行本第20卷首刷限定版附送 |
| 3    | 隨單行本第24卷特裝版附送 | 隨單行本第24卷特裝版附送 | 隨單行本第24卷首刷限定版附送 | 隨單行本第24卷首刷限定版附送 |

## 電視動畫
2013年6月16日放出動畫化消息，同年9月6日開設官方網站。除了動畫畫面和工作人員表之外也公開了特別企畫「夜斗的電話」（號碼是080-0919-8100，免費電話）。
2014年1月5日深夜起於TOKYO MX等電視台開始播放。
另外2014年2月17日發售的第10卷CD&DVD附贈限定版會附送OAD第01話。
2015年3月在連載漫畫月刊少年Magazine上放出製作第二季的消息，命名為《流浪神差 ARAGOTO》，在2015年10月2日首播。

### 製作人員
| 職位         | 流浪神差                                                                                           | 流浪神差 ARAGOTO |
| 職位         | 擔任者                                                                                             | 擔任者 |
| ------------ | -------------------------------------------------------------------------------------------------- | --- |
| 原作         | 安達渡嘉（「月刊少年Magazine」連載／講談社）                                                       | 安達渡嘉（「月刊少年Magazine」連載／講談社） |
| 導演         | 田村耕太郎                                                                                         | 田村耕太郎 |
| 系列構成     | 赤尾凸                                                                                             | 赤尾凸 |
| 編劇         | 赤尾凸、福田裕子、和場明子                                                                         | 赤尾凸、福田裕子、和場明子 |
| 角色設定     | 川元利浩                                                                                           | 川元利浩 |
| 總作畫監督   | 川元利浩、山崎秀樹、小池智史（第二季）                                                             | 川元利浩、山崎秀樹、小池智史（第二季） |
| 妖、神器設計 | 佐藤雅弘                                                                                           | 佐藤雅弘 |
| 美術監督     | 永井一男                                                                                           | 永井一男 |
| 色彩設計     | 梅崎弘子                                                                                           | 梅崎弘子 |
| 攝影監督     | 古本真由子                                                                                         | 古本真由子 |
| 剪接編輯     | 坂本久美子                                                                                         | 坂本久美子 |
| 音響演出     | 山田稔                                                                                             | 不適用 |
| 音樂         | 岩崎琢                                                                                             | 岩崎琢 |
| 音響監督     | 不適用                                                                                             | 飯田樹 |
| 音響制作     | Ai Addiction                                                                                       | Ai Addiction |
| 音樂製作     | Avex Entertainment                                                                                 | Avex Entertainment |
| 主製作人     | 南雅彥、大山良、立石謙介                                                                           | 南雅彥、大山良、立石謙介 |
| 製片人       | 天野直樹、飯泉朝一、寺尾友里 古川慎、黑田康太、田中葉子 中川岳、堂下律明                           | 天野直樹、飯泉朝一、寺尾友里 古川慎、黑田康太、田中葉子 中川岳、堂下律明                                                                            |
| 動畫製作     | BONES                                                                                              | BONES |
| 製作         | 流浪神差製作委員会 愛貝克思娛樂、講談社 BONES、電通、松竹 LAWSON HMV Entertainment A-Sketch、MOVIC | 「流浪神差 ARAGOTO」製作委員会 avex pictures inc. 講談社、BONE、電通、松竹 A-Sketch LAWSON HMV Entertainment, inc. Animatic、BS富士、DNP 大日本印刷 |

### 主題曲
第1期
片頭曲
作詞、作曲：，編曲、主唱：Hello Sleepwalkers
片尾曲「ハートリアライズ」
作詞、作曲、編曲：ryo（supercell），主唱：Tia
第2期
片頭曲「狂乱Hey Kids!!」
作詞、作曲：山中拓也，編曲、主唱：THE ORAL CIGARETTES
片尾曲
作詞、作曲、編曲：ryo（supercell），主唱：Tia

### 原聲音樂
動畫原聲音樂由日本著名音樂人岩崎琢擔任作曲及編曲，並由沖津徹負責錄音及混音工作。首張原聲大碟《野良神之音》於2014年2月19日由Avex Entertainment在日本當地正式發行，全碟合共收錄二十四首第一季動畫的原聲背景音樂。期後承接著第二季動畫的推出，於2016年3月25日發行第二張原聲大碟《野良神の音2》，共二十三首。
| 野良神の音 ＜全24曲＞ | 野良神の音 ＜全24曲＞ | 野良神の音 ＜全24曲＞ | 野良神の音 ＜全24曲＞   | 野良神の音 ＜全24曲＞ |
| 曲序                  | 曲目                  |                       | 歌手                    | 时长                  |
| --------------------- | --------------------- | --------------------- | ----------------------- | --------------------- |
| 1.                    | Delivery              |                       |                         | 2:19                  |
| 2.                    | Fluctuation           |                       |                         | 2:28                  |
| 3.                    | 野良譚                | 福岡裕 Lotus Juice    | 福岡裕 Lotus Juice(Rap) | 4:14                  |
| 4.                    | Peanut                |                       |                         | 3:00                  |
| 5.                    | Quiet fear            |                       |                         | 2:58                  |
| 6.                    | Recollection          |                       |                         | 2:58                  |
| 7.                    | Lurk in the dark      |                       |                         | 2:41                  |
| 8.                    | Soul chosen           |                       |                         | 2:18                  |
| 9.                    | Afternoon usual       |                       |                         | 1:42                  |
| 10.                   | Reproach              |                       |                         | 2:28                  |
| 11.                   | Misogi                |                       |                         | 3:40                  |
| 12.                   | Roar of God           |                       |                         | 3:02                  |
| 13.                   | Blind spot            |                       |                         | 3:23                  |
| 14.                   | Creepy                |                       |                         | 2:04                  |
| 15.                   | Again                 |                       |                         | 2:03                  |
| 16.                   | Shadow dancing        |                       |                         | 2:31                  |
| 17.                   | Grief                 |                       |                         | 3:20                  |
| 18.                   | Family                |                       |                         | 2:35                  |
| 19.                   | Harmony               |                       |                         | 2:50                  |
| 20.                   | Back alley            |                       |                         | 2:27                  |
| 21.                   | Sorrow                |                       |                         | 2:36                  |
| 22.                   | Corollary             |                       |                         | 2:51                  |
| 23.                   | The One               | jam                   | 小倉信哉                | 3:31                  |
| 24.                   | Conversation heart    |                       |                         | 2:08                  |
| 总时长：              | 总时长：              | 总时长：              | 总时长：                | 66:07                 |

### 各話列表
| 話數   | 日文標題 | 中文標題             | 香港標題             | 劇本     | 分鏡              | 演出     | 作畫監督                                                                | 總作畫監督        | 原作                          |
| 第1期  | 第1期    | 第1期                | 第1期                | 第1期    | 第1期             | 第1期    | 第1期                                                                   | 第1期             | 第1期                         |
| ------ | -------- | -------------------- | -------------------- | -------- | ----------------- | -------- | ----------------------------------------------------------------------- | ----------------- | ----------------------------- |
| 第1話  |          | 家貓、流浪神明與尾巴 | 家貓與流浪神明與尾巴 | 赤尾凸   | 田村耕太郎        | 末田宜史 | 山崎秀樹                                                                | 川元利浩 山崎秀樹 | 第1－2話                      |
| 第2話  |          | 如雪一般             | 好像雪一樣           | 赤尾凸   | 田村耕太郎        | 大和直道 | 堀川耕一                                                                | 川元利浩 山崎秀樹 | 第3話                         |
| 第3話  |          | 被招來的災厄         | 招來的災厄           | 赤尾凸   | 望月智充          | 宮原秀二 | 水畑健二                                                                | 川元利浩 山崎秀樹 | 第4話                         |
| 第4話  |          | 幸福所在之處         | 幸福的所在           | 福田裕子 | 寺東克己          | 中村美   | 諏訪真弘                                                                | 山崎秀樹          | 第6、8話 拾遺集－摔下樓的男人 |
| 第5話  |          | 境界線               | 境界線               | 和場明子 | 小林寬            | 小森秀人 | 川元利浩                                                                | 山崎秀樹          | 第5－6話                      |
| 第6話  |          | 可怕的人             | 可怕的人             | 赤尾凸   | 野村和也          | 飛田剛   | 可兒里未                                                                | 山崎秀樹          | 第6－7話、16話                |
| 第7話  |          | 迷惘之事、命定之事   | 迷惘的事，決定的事   | 赤尾凸   | 望月智充          | 大和直道 | 松田剛吏                                                                | 川元利浩          | 第8－9話 部分原創             |
| 第8話  |          | 越過那條線           | 越過一線             | 福田裕子 | 迫井政行          | 宮原秀二 | 堀川耕一 伊部由起子                                                     | 山崎秀樹          | 第9－10、13話                 |
| 第9話  |          | 名字                 | 名字                 | 福田裕子 | 末田宜史 寺東克己 | 中村美   | 水畑健二 青野厚司                                                       | 川元利浩          | 第11話 部分原創               |
| 第10話 |          | 忌諱者               | 忌諱之人             | 福田裕子 | 大橋譽志光        | 塚田拓郎 | 小森秀人 阿部尚人                                                       | 川元利浩          | 第9、12－13話 部分原創        |
| 第11話 |          | 被拋棄的神明         | 被捨棄的神           | 赤尾凸   | 平川哲生          | 平川哲生 | 堀川耕一 可兒里未                                                       | 山崎秀樹          | 原創                          |
| 第12話 |          | 一片的記憶           | 一片記憶             | 赤尾凸   | 高田耕一          | 飛田剛   | 水畑健二 青野厚司                                                       | 山崎秀樹          | 原創                          |
| 第2期  |          |                      |                      |          |                   |          |                                                                         |                   |                               |
| 第1話  |          | 獲得諱名             | 握其諡號             | 赤尾凸   | 田中耕太郎        | 飛田剛   | 水畑健二                                                                | 川元利浩          | 第12－14話                    |
| 第2話  |          | 她的回憶             | 她的回憶             | 赤尾凸   | 田中耕太郎        | 阿部雅司 | 可兒里未                                                                | 山崎秀樹          | 第13－15話                    |
| 第3話  |          | 虛偽的羈絆           | 虛假的羈絆           | 赤尾凸   | 寺東克己          | 中川聰   | 藤卷裕一                                                                | 小池智史          | 第15－17話                    |
| 第4話  |          | 願望                 | 願望                 | 福田裕子 | 平川哲生          | 筑紫大介 | 堀川耕一                                                                | 小池智史          | 第18－19話                    |
| 第5話  |          | 神之祝、神之咒       | 神的祝福與詛咒       | 和場明子 | 迫井政行          | 阿部雅司 | 三輪和宏                                                                | 不適用            | 第20－21話                    |
| 第6話  |          | 該做的事             | 應做之事             | 和場明子 | 五十嵐卓哉        | 飛田剛   | 水畑健二、可兒里未                                                      | 小池智史          | 第19、21－23話                |
| 第7話  |          | 祭祀神明的方法       | 神的祭祀方法         | 赤尾凸   | 宮尾佳和          | 野亦則行 | 德岡紘平                                                                | 川元利浩          | 第22、24－26話                |
| 第8話  |          | 禍津神               | 禍津神               | 福田裕子 | 伊藤智彥          | 無田武   | Shin Hyung Woo Lee Eun Young                                            | 山崎秀樹          | 第14、24、27－29話            |
| 第9話  |          | 線斷掉的聲音         | 斷線之音             | 福田裕子 | 增井壯一          | 中川聰   | 藤卷裕一、關口亮輔                                                      | 小池智史          | 第29－32話                    |
| 第10話 |          | 如此存在的希望       | 如此希望             | 赤尾凸   | 迫井政行          | 筑紫大介 | 堀川耕一、秋山英一 阪本望實                                             | 山崎秀樹          | 第31－35話                    |
| 第11話 |          | 黃泉歸來             | 黃泉歸來             | 和場明子 | 平川哲生          | 宮原秀二 | 三輪和宏、藤卷裕一 小美野雅彥、秋山英一                                 | 小池智史          | 第33－37話 部分原創           |
| 第12話 |          | 呼喚你的聲音         | 你的呼喚             | 赤尾凸   | 迫井政行          | 阿部雅司 | 水畑健二、山崎秀樹 秋山英一、門智明 丹澤學、福永智子 阪本望實、關口亮輔 | 山崎秀樹          | 第35－37話 部分原創           |
| 第13話 |          | 福神的傳說           | 福神的傳說           | 赤尾凸   | 松尾衡            | 飛田剛   | 三輪和宏、堀川耕一 山崎秀樹、藤卷裕一 秋山英一、丹澤學 小野美雅彥       | 川元利浩          | 第38－39話 部分原創           |

### 播放電視台
日本深夜動畫：下文記載的日本国内播放時間使用日本標準時間（UTC+9）表示。因為部分時間标识會採用30小时制，因此請留意这类超过24:00的时间，其實際播放時間為翌日清晨。
| 播放地區   | 播放電視台 | 播放日期                    | 播放時間（UTC+9）         | 所屬聯播網 | 備註       |
| 第1期      | 第1期      | 第1期                       | 第1期                     | 第1期      | 第1期      |
| ---------- | ---------- | --------------------------- | ------------------------- | ---------- | ---------- |
| 東京都     | TOKYO MX   | 2014年1月5日－3月23日       | 星期日 23時30分－24時00分 | 獨立UHF局  |            |
| 近畿廣域圈 | 每日放送   | 2014年1月6日－3月24日       | 星期一 26時25分－26時55分 | 日本新聞網 |            |
| 日本全國   | BS11       | 2014年1月7日－3月25日       | 星期二 27時00分－27時30分 | 衛星電視   | ANIME+節目 |
| 愛知縣     | 愛知電視台 | 2014年1月8日－3月26日       | 星期三 27時05分－27時35分 | 東京電視網 |            |
| 日本全國   | AT-X       | 2014年4月19日－7月5日       | 星期六 18時00分－18時30分 | 衛星電視   | 有重播     |
| 日本全國   | BS富士     | 2015年4月5日－6月21日       | 星期日 26時00分－26時30分 | 衛星電視   |            |
| 第2期      |            |                             |                           |            |            |
| 東京都     | TOKYO MX   | 2015年10月2日－12月29日     | 星期五 25時05分－25時35分 | 獨立UHF局  |            |
| 近畿廣域圈 | 每日放送   | 2015年10月2日－12月25日     | 星期五 27時10分－27時40分 | 日本新聞網 |            |
| 日本全國   | BS富士     | 2015年10月4日－12月27日     | 星期日 25時00分－25時30分 | 衛星電視   |            |
| 熊本縣     | 熊本放送   | 2015年10月5日－12月28日     | 星期一 25時28分－25時58分 | 日本新聞網 |            |
| 日本全國   | AT-X       | 2015年10月9日－2016年1月1日 | 星期五 23時30分－24時00分 | 衛星電視   | 有重播     |

| 八大娛樂台 星期日 17:30－18:00 節目 | 八大娛樂台 星期日 17:30－18:00 節目    | 八大娛樂台 星期日 17:30－18:00 節目 |
| ----------------------------------- | -------------------------------------- | ----------------------------------- |
|                                     | 第1期 （2014年11月2日－2015年1月17日） |                                     |
| 鬼燈的冷徹                          | 家庭教師 （星期六、日）                |                                     |

| 八大綜合台 星期六 17:30－18:00 節目 | 八大綜合台 星期六 17:30－18:00 節目 | 八大綜合台 星期六 17:30－18:00 節目 |
| ----------------------------------- | ----------------------------------- | ----------------------------------- |
|                                     | 第1期 （2015年1月24日－4月11日）    |                                     |
| Free!2 永遠的夏天                   | 動畫特區 （16:00－18:00）           |                                     |

| J2 星期三 24:05－24:35 節目    | J2 星期三 24:05－24:35 節目     | J2 星期三 24:05－24:35 節目 |
| ------------------------------ | ------------------------------- | --------------------------- |
|                                | （2015年6月10日－8月26日）      |                             |
| 武士法林明哥                   | 全職獵人 第101－148話           |                             |
| J2 星期五 24:05－24:35 節目    |                                 |                             |
| 亞爾斯蘭戰記                   | （2016年7月8日－9月30日）       | 出位餐廳 重播               |
| J2 星期二至六 05:30-06:00 節目 |                                 |                             |
| 刀劍神域II 重播                | 重播 （2017年6月16日－7月4日）  | JoJo的奇妙冒險 重播         |
| J2 星期二至六 05:30-06:00 節目 |                                 |                             |
| 武士法林明哥 重播              | 重播 （2018年8月10日－8月28日） | 記錄的地平線II 重播         |

### OAD
製作人員方面與電視動畫相同。第1話為原作第25話（神憑りの話）、第2話為原作第24話（お花見の話）、第3話則出自於《拾遺集 壹》。
- 製作：OAD／流浪神差製作委員會

#### 各話列表
| 話數   | 日文標題 | 中文標題           | 劇本     | 分鏡       | 演出       | 作畫監督            | 總作畫監督 | 收錄冊                       | 原作話數（冊數）               |
| ------ | -------- | ------------------ | -------- | ---------- | ---------- | ------------------- | ---------- | ---------------------------- | ------------------------------ |
| OAD #1 |          | 神附身、神作祟     | 福田裕子 | 高田耕一   | 菊池聰延   | 菊池聰延            | 山崎秀樹   | 第10冊（2014年2月17日發售）  | 第25話（7）                    |
| OAD #2 |          | 春天的約定         | 福田裕子 | 寺東克己   | 宮原秀二   | 松田剛吏 伊部由紀子 | 川元利浩   | 第11冊（2014年7月17日發售）  | 第24話（7）                    |
| OAD #3 |          | 夜斗神連環殺人事件 | 福田裕子 | 出合小都美 | 羽原久美子 | 牧內                | 山崎秀樹   | 第15冊（2015年11月17日發售） | 拾遺集 壹 - 沿襲一時的固定模式 |
| OAD #4 |          | 一起拍照吧         | 福田裕子 | 出合小都美 | 守田藝成   | 古賀誠              | 小池智史   | 第16冊（2016年3月17日發售）  | 第41話（11）                   |

## 舞台劇
舞台劇《野良神一神與願望》於2016年1月28日至31日在東京 AiiA 2.5 Theater Tokyo上演。故事講述居無定所、沒有工作、自稱是「神」、穿著運動衫的夜斗與因事故變成半妖的中三少女日和以及神器雪音為中心的一系列斬妖除魔的故事。舞台劇版有10名主要角色，其中包括1名原創角色。
【幕後工作人員】
原作：安達渡嘉
演出、劇本：伊勢直弘
舞台監督：橫尾友廣

【演員】
夜斗：鈴木擴樹
雪音：植田圭輔
壹岐日和：長谷川かすみ
昆沙門：安藤彩華
兆麻：和田琢磨
小福：糸原美波
大黑：友常勇氣
天神：和泉宗兵
真喻：吉田憐菜
原創角色優流：崎山翼
繼2016年的舞台劇《野良神 -神與願望-》之後, 第二部舞台劇《野良神一神與絆》於2017年2月16日到26日在AiiA 2.5 Theater Tokyo上演。